# Borgerligt samhälle
Borgerligt samhälle (ty. bürgerliche Gesellschaft) är Karl Marx' benämning på det samhälle i vilket produktion på kapitalistisk bas dominerar. Begreppet är synonymt med kapitalism, en term som Marx själv inte använde. Det borgerliga samhället är underkastat kapitalets rörelselagar och betecknas i Förordet till 'Till kritiken av den politiska ekonomin' som den mänskliga förhistoriens sista samhällsformation.